# Дирварі (Ілфов)
Дирварі (рум. Dârvari) — село у повіті Ілфов в Румунії. Входить до складу комуни Чорогирла.
Село розташоване на відстані 17 км на захід від Бухареста, 138 км на південь від Брашова.

## Населення
За даними перепису населення 2002 року у селі проживали 1852 особи. Усі жителі села рідною мовою назвали румунську.
Національний склад населення села:
| Національність | Кількість осіб | Відсоток |
| -------------- | -------------- | -------- |
| румуни         | 1783           | 96,3%    |
| цигани         | 69             | 3,7%     |